# Rudakius ludhianaensis
Rudakius ludhianaensis is een spinnensoort uit de familie van de springspinnen (Salticidae).
De wetenschappelijke naam van de soort werd in 1974 als Marpissa ludhianaensis gepubliceerd door Benoy Krishna Tikader.